# Deutscher Akademischer Austauschdienst
Le DAAD (Deutscher Akademischer Austauschdienst, Office allemand d'échanges universitaires) est une association de droit privé dont les membres sont les établissements d'enseignement supérieur allemands ainsi que les représentants de leurs étudiants. Il a pour mission de promouvoir la coopération universitaire entre l'Allemagne et l'étranger grâce, en particulier, à des échanges d'étudiants, de chercheurs et d'enseignants.
Une autre section du DAAD est réservée exclusivement aux artistes de toutes les nationalités et de nombreuses disciplines (littérature, musique classique, arts visuels, etc.), et fait l'objet, tous les ans, d'un concours international en vue d'accueillir pour des périodes allant de six mois à un an de jeunes artistes sélectionnés sur dossier. Parmi les lauréats les plus connus on trouve l'écrivain et cinéaste Jean-Philippe Toussaint, le compositeur Allain Gaussin, la chanteuse lyrique égyptienne Névine Allouba, les écrivains Gao Xingjian, Michel Butor, Mario Vargas Llosa...